# Byki (województwo warmińsko-mazurskie)
Byki (niem. Friedrikenberg) – dawna osada w Polsce, w województwie warmińsko-mazurskim, w powiecie szczycieńskim, w gminie Dźwierzuty.
1 stycznia 2024 nazwa miejscowości została zniesiona.
Według podziału administracyjnego Polski obowiązującego w latach 1975–1998, miejscowość należała do województwa olsztyńskiego.
Obecnie w miejscowości nie ma zabudowy.